# Vissoie
Vissoie (frankoprovensalska: Vissôye) är en ort i kommunen Anniviers i kantonen Valais, Schweiz. Orten var före den 1 januari 2009 en egen kommun, men slogs då samman med kommunerna Ayer, Chandolin, Grimentz, Saint-Jean och Saint-Luc till den nya kommunen Anniviers.